# Heterachthes pelonioides
Heterachthes pelonioides là một loài bọ cánh cứng trong họ Cerambycidae.